# Cerdocyon
Cerdocyon  is een geslacht van Zuid-Amerikaanse vossen uit de familie Canidae. Dit geslacht omvat de hedendaagse krabbenetende vos (Cerdocyon thous).
Tot het geslacht Cerdocyon werden twee uitgestorven soorten gerekend, C. avius en C. texanus uit het Plioceen. Fossielen van C. avius zijn gevonden in Baja California, terwijl bekend is van C. texanus vondsten in de zuidelijke Verenigde Staten (New Mexico en Texas). De geldigheid van deze soorten wordt betwist. Volgens een studie uit 2009 zijn beide soorten niet verwant aan de krabbenetende vos, maar behoren ze tot een zustergroep van de grijze vossen. Een studie uit 2020 toonde aan dat C. avius tot een apart geslacht Ferrucyon gerekend moet worden, dat verwant is aan de Vulpini.